# Monchio delle Corti
Monchio delle Corti es una comuna situada en la provincia de Parma, en Emilia-Romaña (Italia). Tiene una población estimada, a fines de enero de 2022, de 835 habitantes.
Está ubicada en el Parco dei Cento Laghi.
La capital se sitúa a unos 820 metros sobre el nivel del mar sobre una vasta cuenca en el valle Cedra.
Ya antes de año 1000 d.c fue nombrada como la capital de las 13 cortes (territorio más o menos coincidente con el área actual del municipio), dependiendo directamente del Obispo de Parma.
El topónimo "Monchio" es la italianización del dialecto monc', probablemente del latín tardío "mont(u)lus", que significa "monte" o "montaña".
El municipio incluye en la cordillera de los Apeninos, que marca la frontera con Toscana, algunos de los picos más altos de los Apeninos de Parma, incluyendo la montaña más alta de toda la provincia, el monte Sillara, de 1861 m de altitud.

## Historia
Es una de las poblaciones condecoradas al valor militar, ya que ha sido galardonada con la Cruz de guerra al valor militar por el sacrificio de su pueblo y sus actividades en la lucha partisana durante la Segunda Guerra Mundial.

## Evolución demográfica
| Gráfica de evolución demográfica de Monchio delle Corti entre 1861 y 2021 |
|                                                                           |
| Fuente: ISTAT - Gráfica elaborada por Wikipedia                           |